# Pot Black 1981
Der Pot Black 1981 war ein Snooker-Einladungsturnier im Rahmen der Saison 1980/81. Das Turnier wurde vom 28. bis zum 31. Dezember 1980 in den Pebble Mill Studios im englischen Birmingham ausgetragen und später im Fernsehen gezeigt. Sieger wurde in einem rein kanadischen Finale erstmals Cliff Thorburn mit einem Finalsieg über Jim Wych. Angaben über das höchste Break und das Preisgeld sind unbekannt.

## Turnierverlauf
Die acht Teilnehmer des Turnieres wurden erneut zwei Vierer-Gruppen aufgeteilt und spielten in diesen ein einfaches Rundenturnier aus. Die beiden Gruppenbesten rückten ins Halbfinale vor, ab dem das Turnier dann im K.-o.-System mitsamt einem Spiel um den dritten Platz entschieden wurden. Abgesehen vom Endspiel im Modus Best of 3 Frames ging jede Partie über einen Frame. Nach zwölf Ausgaben beendete Sydney Lee seine Karriere als Pot-Black-Schiedsrichter. Sein Nachfolger wurde der Waliser John Williams, der ebenfalls sämtliche Partien leitete.

### Gruppenphase

#### Gruppe 1
| Pos. | Spieler        | Partien | S | N | Frames |
| ---- | -------------- | ------- | - | - | ------ |
| 1    | Ray Reardon    | 3       | 3 | 0 | 3:0    |
| 2    | Cliff Thorburn | 3       | 2 | 1 | 2:1    |
| 3    | Kirk Stevens   | 3       | 1 | 2 | 1:2    |
| 4    | Steve Davis    | 3       | 0 | 3 | 0:3    |

| Spiel | Spieler 1      | Ergebnis | Spieler 2      |
| ----- | -------------- | -------- | -------------- |
| 1     | Ray Reardon    | 01:01    | Kirk Stevens   |
| 2     | Ray Reardon    | 01:01    | Steve Davis    |
| 3     | Ray Reardon    | 01:01    | Cliff Thorburn |
| 4     | Kirk Stevens   | 01:01    | Steve Davis    |
| 5     | Cliff Thorburn | 01:01    | Steve Davis    |
| 6     | Cliff Thorburn | 01:01    | Kirk Stevens   |

#### Gruppe 2
| Pos. | Spieler        | Partien | S | N | Frames |
| ---- | -------------- | ------- | - | - | ------ |
| 1    | Eddie Charlton | 3       | 2 | 1 | 2:1    |
| 1    | Jim Wych       | 3       | 2 | 1 | 2:1    |
| 3    | Alex Higgins   | 3       | 1 | 2 | 1:2    |
| 3    | David Taylor   | 3       | 1 | 2 | 1:2    |

| Spiel | Spieler 1      | Ergebnis | Spieler 2      |
| ----- | -------------- | -------- | -------------- |
| 1     | Eddie Charlton | 01:01    | David Taylor   |
| 2     | Eddie Charlton | 01:01    | Alex Higgins   |
| 3     | Alex Higgins   | 01:01    | David Taylor   |
| 4     | David Taylor   | 01:01    | Jim Wych       |
| 5     | Jim Wych       | 01:01    | Eddie Charlton |
| 6     | Jim Wych       | 01:01    | Alex Higgins   |

### Finalrunde
|  | Halbfinale 1 Frame       | Halbfinale 1 Frame |                |   | Finale Best of 3 Frames | Finale Best of 3 Frames |
|  |                          |                    |                |   |                         |                         |
|  | Ray Reardon              | 0                  |                |   |                         |                         |
|  | Jim Wych                 | 1                  |                |   |                         |                         |
|  |                          |                    |                |   |                         |                         |
|  |                          |                    |                |   |                         |                         |
|  | Jim Wych                 | 0                  |                |   |                         |                         |
|  |                          | Cliff Thorburn     | 2              |   |                         |                         |
|  |                          |                    |                |   |                         |                         |
|  | Spiel um Platz 3 1 Frame |                    |                |   |                         |                         |
|  |                          |                    | Ray Reardon    | 0 |                         |                         |
|  | Eddie Charlton           | 0                  | Eddie Charlton | 1 |                         |                         |
|  | Cliff Thorburn           | 1                  |                |   |                         |                         |

#### Finale
Während Cliff Thorburn schon ein paar Mal (recht erfolglos) am Pot Black teilgenommen hatte, gab sein Landsmann Jim Wych hier seine Premiere. Beide zogen als Gruppenzweite ins Endspiel des Turnieres ein. Dort behielt der zum Zeitpunkt des Spiels noch amtierende Weltmeister Thorburn die Oberhand und gewann das Turnier mit 2:0.
| Finale: Best of 3 Frames Schiedsrichter/in: John Williams Pebble Mill Studios, Birmingham, England, 31. Dezember 1980 |                |                |
| Jim Wych | 0:2            | Cliff Thorburn |
| 39:68, 50:85 |                |                |
| – | Höchstes Break | –              |
| – | Century-Breaks | –              |
| – | 50+-Breaks     | –              |